# Rheinwald
Rheinwald (rätoromanska Valragn) är ett landskap och en tidigare krets i regionen Viamala i den schweiziska kantonen Graubünden. Den omfattar dalgången runt floden Vorderrheins översta lopp. 

## Språk
Den nedre delen av dalen bebyggdes av rätoromaner under högmedeltiden, men på 1200-talet började walser flytta in och bosätta sig i hela dalen, varefter tyska språket tog över helt.

## Religion
Kyrkorna i Rheinwald gick över till den reformerta läran omkring 1530. 

## Indelning

### Historik
Rheinwald utgjorde under medeltiden ursprungligen ett feodalt län som 1400 anslöt sig till Grauer Bund, och därmed kom att bli en del av nuvarande Graubünden. Där utgjorde det ett tingslag, (ungefärligen motsvarande ett svenskt härad). 
1851 blev Rheinwald en krets i distriktet Hinterrhein. Från och med 2016 ingår den i region Viamala, och från samma år är kretsarnas politiska funktion i Graubünden avskaffad och de kvarstår endast som valkretsar.

### Kommuner
Kretsen var indelad i fyra kommuner. Fram till 2006 fanns också kommunen Medels im Rheinwald, som då lades till kommunen Splügen. Den 1 januari 2019 slogs kommunerna Hinterrein, Nufenen och Splügen samman till kommunen Rheinwald.
| Kommun      | Befolkning 2014-12-31 | Yta i km² |
| ----------- | --------------------- | --------- |
| Hinterrhein | 65                    | 48,38     |
| Nufenen     | 157                   | 28,07     |
| Splügen     | 384                   | 60,53     |
| Sufers      | 128                   | 34,56     |
| Totalt      | 734                   | 171,54    |